# Jonatan Brunner
Jonatan Brunner (1º aprile 1994) è un giocatore di football americano svizzero che gioca nel ruolo di defensive lineman per i Thun Tigers.

## Palmarès
- 1 Lega B (Thun Tigers, 2021)